# 데미르히사르시

데미르히사르 시의 위치

데미르히사르시(마케도니아어: Општина Демир Хисар)는 마케도니아 공화국 남서부에 위치한 지방 자치체로 행정 중심지는 데미르히사르이며 면적은 780.13km2, 인구는 9,497명(2002년 기준)이다. 북쪽으로는 키체보 시, 동쪽으로는 크루셰보 시와 모길라 시, 남쪽으로는 비톨라 시, 서쪽으로는 레센 시와 오흐리드 시, 데바르차 시와 접한다.